# Mehrländeranstalt
Eine Mehrländeranstalt ist eine öffentlich-rechtliche Rundfunkanstalt in Deutschland, die der Hoheit mehrerer Bundesländer unterliegt. Die Regelungen für eine Mehrländeranstalt werden unter den beteiligten Bundesländern ausgehandelt und in einem Staatsvertrag festgehalten.

## Hintergrund
Nach dem Zweiten Weltkrieg wurde Deutschland in vier Besatzungszonen aufgeteilt. Nach den Erfahrungen mit der Propaganda im Dritten Reich wurde ein zentraler staatlicher Rundfunk von den Besatzern abgelehnt. Da im Nachkriegsdeutschland nicht die wirtschaftliche Kraft vorhanden war privatrechtlichen Rundfunk zu veranstalten, einigten sich die drei Westmächte darauf, dass Rundfunk nach dem Vorbild der britischen BBC (British Broadcasting Corporation) öffentlich-rechtlich organisiert sein soll. Während die Amerikaner in jedem der neu entstandenen Bundesländer ihrer Besatzungszone eine eigene Anstalt gründeten, entschieden sich die Briten und Franzosen für nur je eine Anstalt in ihren Besatzungszonen. Da die britische und französische Besatzungszone in verschiedene Bundesländer aufgeteilt wurden, entstanden Rundfunkveranstalter, die mehrere Bundesländer versorgten (NWDR und SWF).
Da in Deutschland der Rundfunk unter Länderhoheit steht, darf der Bund keinen Rundfunk veranstalten. Nachdem die Regierung Adenauer versuchte mit der Deutschland-Fernsehen GmbH einen privatrechtlichen Rundfunkveranstalter in mehrheitlich staatlichen Besitz zu gründen, klagten die Länder vor dem Bundesverfassungsgericht (BVerfG). Im ersten Rundfunkurteil des BVerfG von 1961 wurde die Länderhoheit bestätigt und dem Bund (oder einer einzelnen gesellschaftlichen Gruppe) untersagt, Rundfunk zu veranstalten.

## Mehrländeranstalten in Deutschland
- Deutschlandradio: alle 16 Bundesländer
- Mitteldeutscher Rundfunk (MDR): Sachsen, Sachsen-Anhalt und Thüringen
- Norddeutscher Rundfunk (NDR): Hamburg, Mecklenburg-Vorpommern, Niedersachsen und Schleswig-Holstein
- Nordwestdeutscher Rundfunk (NWDR) (bis 31. Dezember 1955): Berlin (bis 1954), Hamburg, Nordrhein-Westfalen, Niedersachsen und Schleswig-Holstein
- Rundfunk Berlin-Brandenburg (RBB): Berlin und Brandenburg
- Südwestfunk (SWF) (bis 1998): Rheinland-Pfalz und die Teile Baden-Württembergs, die bis 1952 zu den damaligen Bundesländern Baden und Württemberg-Hohenzollern gehörten.
- Südwestrundfunk (SWR): Baden-Württemberg und Rheinland-Pfalz
- Zweites Deutsches Fernsehen (ZDF): alle 16 Bundesländer

## Geschichte
Vor der Wiedervereinigung 1990 gab es neben dem ZDF nur zwei Mehrländeranstalten: den NDR und den Südwestfunk. Dem gegenüber gab es mit dem Süddeutschen Rundfunk sogar eine Landesrundfunkanstalt, die nur für einen Teil eines Bundeslandes zuständig war. Insgesamt kamen damit auf die 11 Länder der alten Bundesrepublik 9 Landesrundfunkanstalten. 1991 schloss sich Mecklenburg-Vorpommern dem NDR an, der damit die einzige Vier-Länder-Anstalt wurde. Der MDR wurde 1992 bereits als Drei-Länder-Anstalt gegründet. 1998 fusionierten der Südwestfunk und der Süddeutsche Rundfunk zur neuen Zwei-Länder-Anstalt Südwestrundfunk. Schließlich entstand mit dem Zusammenschluss des Senders Freies Berlin und des Ostdeutschen Rundfunks Brandenburg zum neuen Rundfunk Berlin-Brandenburg im Mai 2003 eine weitere Mehrländeranstalt.

## Ausnahmen
Die Deutsche Welle stellt eine Ausnahme dar. Sie ist eine Anstalt des öffentlichen Rechts nach Bundesrecht und untersteht der Bundesregierung. Zur Wahrung der Pressefreiheit nach Artikel 5 Grundgesetz und um den Urteilen des BVerfG gerecht zu werden, ist der Bundesregierung eine Fachaufsicht untersagt. Sie übt lediglich eine Rechtsaufsicht aus.